# Juan Bustillo Oro
Juan Bustillo Oro (Ciutat de Mèxic, 2 de juny de 1904 - 10 d'abril de 1988) va ser un director de cinema mexicà, prolífic durant l'edat d'or del cinema mexicà. Es va distingir per fer pel·lícules de caràcter melodramàtic i nostàlgic de l'època revolucionària i porfirista com En tiempos de don Porfirio, México de mis recuerdos, El compadre Mendoza, Cuando los hijos se van y Ahí está el detalle.

## Trajectòria
Va ser organitzador d'un esdeveniment fundacional del teatre mexicà anomenat Teatro de Ahora, amb la col·laboració de Mauricio Magdaleno, esdeveniment que va provar l'alta qualitat dramatúrgica de tots dos autors. L'única temporada del Teatro de Ahora va començar el 12 de febrer de 1932. Es van presentar quatre obres: Emiliano Zapata i Pánuco 137 de Magdaleno; Tiburón, una transposició de Volpone (Ben Jonson), elaborada per Bustillo Oro seguint l'escenificada al Théâtre de l’Atelier de París, en 1928, i Los que vuelven de Bustillo Oro que es va estrenar l'últim dia de la temporada (12 de març). Els organitzadors del Teatro de Ahora tenien al cap organitzar una segona temporada, segons informa un article del 10 d'abril de 1932, en el qual s'inclou la definició del nou teatre proposat: «Un teatre substancialment nostre.» S'anunciaven Éxito i Vivir, sense diferenciar qui dels dos era l'autor, així com Justicia, S.A. i Masas, totes dues de Bustillo Oro; per desgràcia de les dues primeres obres no existeix referència posterior. A més s'incloïen dues obres d'altres autors: Cuentas viejas del pueblo de Dios, del mexicà Jorge Ferretis (1905-1962), i Barro nativo, del nicaragüenc Hernán Robleto (1892-1969). Malgrat que aquest article periodístic prometia una segona temporada del Teatro de Ahora, els seus organitzadors no van aconseguir dur-la a terme.
Bustillo Oro i Magdaleno van participar en el vasconcelisme, el fracassat moviment polític que va intentar canviar els destins històrics de Mèxic amb la candidatura de José Vasconcelos a la presidència d'aquest país en 1928. Els temes d'aquestes obres teatrals apunten als problemes més importants que setanta anys després seguim al meu país sense solució: el petroli, l'emigració, la corrupció, Chiapas, i la relació de Mèxic amb els Estats Units, etc.
També va ser considerat un dels pares del cinema mexicà, amb un estil força melodramàtic que ha influït en els autors posteriors.

## Filmografia
- Los valses venían de Viena y los niños de París (1965), director i guionista
- Así amaron nuestros padres (1964), director i guionista (adaptació)
- Los amores de Marieta (1963), guionista (argument)
- México de mis recuerdos (1963), director i guionista
- El último mexicano (1959), director i guionista (adaptació)
- Donde las dan las toman (1957), director i guionista
- Cada hijo una cruz (1957), director i guionista
- Los hijos de Rancho Grande (1956), director i guionista
- Las aventuras de Pito Pérez (1956), director i guionista (diàlegs addicionals)
- Del brazo y por la calle (1955), director i guionista (adaptació)
- El medallón del crimen (El 13 de oro) (1955), director i guionista
- El asesino X (1954), director i guionista (adaptació)
- Padre contra hijo (1954), director i guionista (adaptació)
- Las engañadas (1954), director i guionista (adaptació)
- La mujer ajena (1954), director i guionista (adaptació)
- La sobrina del señor cura (1954), director i guionista (adaptació)
- Siete mujeres (1953), director i guionista (adaptació)
- Retorno a la juventud (1953), director i guionista
- Ésos de Pénjamo (1952), director i guionista (adaptació)
- Por ellas aunque mal paguen (1952), director i guionista (adaptació)
- La huella de unos labios (1951), director i guionista (adaptació)
- Acá las tortas (Los hijos de los ricos) (1951), director i guionista
- Vivillo desde chiquillo (1950), productor i guionista
- Casa de vecindad (1950), director, productor i guionista
- Entre abogados te veas (1950), productor
- La loca de la casa (1950), director, productor i guionista (adaptació)
- Médico de guardia (1950), productor
- El hombre sin rostro (1950), director, productor i guionista
- Vino el remolino y nos alevantó (1949), director, productor i guionista
- Las tandas del Principal (1949), director, productor i guionista
- El colmillo de Buda (1949), director, productor i guionista (adaptació)
- Cuando los padres se quedan solos (1948), director
- Sólo Veracruz es bello (1948), director, productor i guionista
- Las mañanitas (1948), director i guionista
- Fíjate qué suave (1947), director y guionista
- Dos de la vida airada (1947), director, productor associat i guionista
- Los maderos de San Juan (1946), director
- En tiempos de la Inquisición (1946), director i guionista (adaptació)
- No basta ser charro (1945), director i guionista (adaptació)
- Lo que va de ayer a hoy (1945), director i guionista (adaptació)
- Canaima (El dios del mal) (1945), director i guionista (adaptació)
- Cuando quiere un mexicano (La gauchita y el charro) (1944), director i guionista
- México de mis recuerdos (1943), director i guionista
- El sombrero de tres picos (El amor de las casadas) (1943), director i guionista (adaptació)
- El ángel negro (1942), director, productor i guionista
- El que tenga un amor (1942), guionista (adaptació) i supervisor de la producció
- Mil estudiantes y una muchacha (1941), director i guionista
- Cuando los hijos se van (1941), director i guionista
- Al son de la marimba (1940), director i guionista (adaptació)
- Ahí está el detalle (1940), director, guionista i editor
- En tiempos de don Porfirio (Melodías de antaño) (1939), director i guionista
- Caballo a caballo (1939), director i guionista (adaptació)
- Cada loco con su tema (1938), director, productor, guionista i editor
- La tía de las muchachas (1938), director, guionista i editor
- Huapango (1937), director, productor, guionista (adaptació) i editor
- Amapola del camino (1937), director, guionista (adaptació) i editor
- La obligación de asesinar (1937), guionista (adaptació)
- La honradez es un estorbo (1937), director, guionista i editor
- Nostradamus (1936), director, guionista (adaptació) i editor
- El rosal bendito (1936), director, guionista i editor
- Malditas sean las mujeres (1936), director, guionista (adaptació) i editor
- Las mujeres mandan (1936), guionista (argument)
- Los desheredados (1935), editor
- El misterio del rostro pálido (1935), director, guionista i editor
- Monja, casada, virgen y mártir (1935), director, guionista (adaptació) i editor
- Dos monjes (1934), director, guionista (adaptació) i editor
- El fantasma del convento (1934), guionista (argument)
- El compadre Mendoza (1933), guionista (diàlegs)
- Tiburón (1933), guionista (adaptació)
- Yo soy tu padre (1927), director i guionista (adaptació)

## Premis
- Medalla Salvador Toscano al Mérito Cinematográfico, 1985.